# Larisa Sjepitko
Larisa Jefimovna Sjepitko (ryska: Лариса Ефимовна Шепитько), född 6 januari 1938 i Artemivsk i Ukrainska SSR, död 2 juni 1979 i Kalinin oblast i Ryska SSR, var en sovjetisk filmregissör och manusförfattare. Sjepitko tillhörde de framstående filmregissörer som debuterade under den post-stalinistiska tövädersperioden under 1960-talet. Hon vann Guldbjörnen i Berlin 1977 för filmen Starkare än döden (1977).

## Biografi
Larisa Sjepitko föddes i sovjetrepubliken Ukraina den 6 januari 1938. Hennes mor var lärare och fadern persisk officer. Föräldrarna skildes när Larisa och hennes syskon var små. I sextonårsåldern flyttade hon till Moskva och började 1955 studera film vid Allryska statliga kinematografiska institutet (VGIK). Hennes lärare var den kände regissören Aleksandr Dovzjenko vars poetiska och naturalistiska bildspråk inspirerade Sjepitko i hennes arbete.
Larisa Sjepitko tillhörde den mest begåvade generationen sovjetiska regissörer sedan 1920-talets filmpionjärer. Bland hennes samtida återfinns namn som Andrej Tarkovskij, Kira Muratova och Elim Klimov (som senare blev hennes make). Med sina personliga uttrycksätt bröt de både med pionjärernas agitatoriska montageteknik och Stalintidens socialistiska realism.
Sjepitkos första långfilm Крылья (1966, sv: "Vingar") handlar om en kvinnlig stridspilot som efter andra världskriget blir rektor för en skola på landet. Filmen gestaltar hennes tankar och känslor under omställningen från det ärofulla pilotlivet till den nya kvävande skolmiljön. Filmen berör Sovjets stalinistiska förflutna och landets osäkra framtid och orsakade debatt när den kom.
Sjepitko som under 1960-talet gift sig med Elem Klimov, födde deras son Anton 1973. Förlossningen var mycket riskfylld och kunde på grund av en allvarlig ryggskada ha kostat henne livet. Denna erfarenhet av dödens närhet satte spår i den film hon sedan gjorde.
Filmen Starkare än döden (1976, Восхождение, sv: "Uppstigning") är en laddad berättelse med religiösa undertoner om två svältande partisaner som krälar fram över Vitrysslands snötäckta jord. Det är vintern 1942. Landet är ockuperat av Nazityskland. Männen fångas in och ställs inför döden. Starkare än döden blev hyllad både i Sovjetunionen och utomlands; den vann Guldbjörnen vid filmfestivalen i Berlin 1977.
Inspelningen av filmen Avsked från Matiora (Прощание, sv: "Farväl"), som påbörjades 1979, kom hon inte att avsluta. På väg från inspelningsplatsen den 2 juni omkom Larisa Sjepitko och fem andra teammedlemmar i en bilolycka. Filmen färdigställdes av hennes man Elem Klimov och hade premiär 1983. Avsked från Matiora handlar om människorna i bondbyn Matiora som tvångsevakueras till ett modernt förortsområde på grund av ett dammbygge.

## Filmografi (urval)
- 1977 – Starkare än döden (manus och regi)
- 1983 – Avsked från Matiora (manus)
- 1987 – Elektricitetens barndom (manus och regi, delen "Rodina elektrichestva")